# Florian Deuter
Florian Deuter (* 1965 in Mülheim an der Ruhr) ist ein deutscher Violinist und Dirigent im Bereich der historischen Aufführungspraxis.

## Leben und Wirken
Florian Deuter absolvierte ein Violinstudium in Köln und Düsseldorf. In Portugal war er Mitglied des durch Marie Leonhardt gegründeten und geleiteten Ensemble Baroque de Mateus. Deuter war seit 1986 Mitglied der Musica Antiqua Köln unter Reinhard Goebel, davon sechs Jahre als Primarius und Konzertmeister. Mit diesem Ensemble entstanden zahlreiche Aufnahmen für die Archiv Produktion der Deutschen Grammophon Gesellschaft. Konzertmeister- und Soloaufgaben nahm er auch beim Amsterdam Baroque Orchestra unter Ton Koopman, dem Gabrieli Consort unter Paul McCreesh, der Chapelle Royale und dem Collegium Vocale Gent unter Philippe Herreweghe wahr. Von 2000 bis 2004 war Florian Deuter Konzertmeister der Musiciens du Louvre unter Marc Minkowski. Mit Kollegen aus diesem Orchester gründete er 2003 das Ensemble Harmonie Universelle, dessen Musiker sich der Musik des 17. und 18. Jahrhunderts verschrieben haben. Ebenfalls nahm und nimmt Florian Deuter häufig Konzertmeisteraufgaben bei bekannten Ensembles wahr, darunter beim Concerto Köln.

## Diskografie (Auswahl)
Mit seinem Ensembles Harmonie Universelle spielte er beispielsweise Werke von Georg Philipp Telemann, Johann Friedrich Fasch, Johann Pachelbel, Jean-Marie Leclair, Antonio Vivaldi, Arcangelo Corelli, Sonaten von Johann Sebastian Bach und Kantaten von Giovanni Battista Ferrandini ein, außerdem entstand eine CD mit deutscher Kammermusik des 17. Jahrhunderts aus dem Partiturbuch Ludwig. 2018 erschien eine CD mit Erstaufnahmen von Orchesterwerken und drei Kantaten von Christoph Graupner mit der Sopranistin Dorothee Mields.